# Ferdinando Meucci

Firma di Ferdinando Meucci in una lettera a Filippo Parlatore (27 ottobre 1875)

Ferdinando Meucci (Firenze, 23 dicembre 1823 – Firenze, 5 dicembre 1893) è stato un archivista e storico della scienza italiano.

## Biografia
La vita di Ferdinando Meucci è nota solo a partire dalla sua assunzione come impiegato presso il Reale Museo di fisica e storia naturale di Firenze il 17 giugno del 1844. Venne in seguito nominato commesso dell'Archivio meteorologico, il 12 febbraio 1852, e in seguito, il 29 agosto del 1864, archivista meteorologico.   
Il Reale Museo sotto la direzione di Filippo Parlatore aveva visto la distinzione all'interno della collezione di strumentaria fra le macchine e i laboratori da destinare all'insegnamento e gli strumenti di valore storico, da destinare invece ad un istituto di carattere museale, il Museo degli strumenti antichi di astronomia e di fisica, dove raccogliere, conservare e valorizzare i pezzi conservati presso la Tribuna di Galileo e negli spazi attigui de La Specola. Fu proprio Parlatore, con una lettera del 9 dicembre 1874, ad affidare tale museo alle cure di Meucci, cui l'anno successivo commissionò la redazione di un primo catalogo degli strumenti, completo di datazione, notizie sulla provenienza, numero di inventario.   
Meucci divenne responsabile effettivo del Museo dal 1877, anno della morte di Parlatore, per quanto la direzione rimanesse formalmente al preside della Facoltà di scienze fisiche e naturali dell'Istituto di studi superiori, antenato di quella che sarà l'Università di Firenze. 
Molto attivo nella cura e valorizzazione del museo, Meucci si dedicò in modo sempre crescente, e soprattutto dopo la morte di Parlatore, alla cura degli oggetti museali, non solo con la realizzazione del catalogo, ma anche promuovendo restauri e dedicandosi all'ampliamento delle collezioni, attraverso l'acquisto di strumenti ancora oggi conservati presso il Museo Galileo, erede della creatura di Meucci. Si occupò molto anche della valorizzazione dei pezzi affidati alle sue cure, facendo partecipare il Museo, attraverso l'invio in prestito di oggetti museali selezionati, a numerose mostre ed eventi italiani ed internazionali.
Fra le sue pubblicazioni si contano un buon numero di studi di meteorologia, che lo videro curatore di alcuni bollettini: la Rivista meteorologica, poi Rivista agraria meteorologica (pubblicata prima all'interno della Gazzetta d'Italia, poi del Bullettino della R. Società toscana di orticultura) e delle Pubblicazioni periodiche di meteorologia, editi a Firenze dalla Tipografia della Gazzetta d'Italia e poi dalla Tipografia Ricci. Le sue attività di curatore lo portarono inoltre a studiare gli oggetti esposti nel Museo degli strumenti antichi, in modo particolare la sfera armillare di Antonio Santucci, di cui Meucci commissionò il restauro e di un globo celeste arabo dell'XI secolo, che il Meucci stesso fece acquistare nel 1876, ritenuto il più antico esistente al mondo.
Meucci diresse il museo fino alla morte, avvenuta il 5 dicembre 1893.

## Le carte Meucci
Presso la biblioteca del Museo Galileo, erede naturale del Museo degli strumenti antichi di astronomia e di fisica, è conservato un fondo archivistico che raccoglie il carteggio professionale di Meucci (circa 800 lettere), nonché appunti e minute di pubblicazioni, che attestano da una parte il ruolo avuto da Meucci nella riorganizzazione del Museo e delle sue collezioni, dall'altra i suoi interessi scientifici.